# Store Austanbotntind
Store Austanbotntind (forma oficial als mapes, Store Austanbotntinden) és una muntanya situada entre els municipis de Luster i Årdal, al comtat de Vestland, Noruega. És el pic més alt de la part occidental de la serralada d'Hurrungane. La muntanya està situada al Parc Nacional de Jotunheimen, al voltant de 12,5 quilòmetres al sud-est de la localitat de Skjolden. La ruta més fàcil al cim implica l'escalada, encara que és relativament fàcil.
Les muntanyes Store Skagastølstind, Vetle Skagastølstind i Midtre Skagastølstind estan situades al voltant de 5,5 quilòmetres al nord-est de la Store Austanbotntind.

## Etimologia
El primer element és el nom de la vall d'Austanbotnen i l'últim element és la forma finita de tind que significa "pic de la muntanya". El nom de la vall és un compost d'austan que significa "oriental" i la forma finita de botn que significa "fons" o "final d'una vall".